# 上施特罗伊
上施特罗伊是德国巴伐利亚州的一个市镇。总面积22.61平方公里，总人口1568人，其中男性799人，女性769人（2011年12月31日），人口密度69人/平方公里。